# Sommerlaurbær
Sommerlaurbær (Lindera) er en slægt med lidt ca. 100 arter, som er udbredt i Østasien, Nordamerika og Australien (med hovedvægten i Asien). Det er løvfældende buske eller små træer med grålig bark. Bladene er spredtstillede og dufter aromatisk, når de bliver knust. De er næsten læderagtige med en glat eller tæt behåret overflade. Blomstringen foregår før løvspring, og blomsterne sidder i små halvskærme ved knopperne. De enkelte blomster er enkønnede, og planterne er særbo. Kronblade mangler, og bægerbladene er gule og hårløse. Frugten er en næsten kuglerund stenfrugt.
| Beskrevne arter |

- Feberbusk (Lindera benzoin)

| Andre arter |

- Lindera aggregata
- Lindera chienii
- Lindera communis
- Lindera erythrocarpa
- Lindera floribunda
- Lindera fragrans
- Lindera glauca
- Lindera limprichtii
- Lindera megaphylla
- Lindera melissifolia
- Lindera neesiana
- Lindera obtusiloba
- Lindera praecox
- Lindera pulcherrima
- Lindera reflexa
- Lindera rubronervia
- Lindera salicifolia
- Lindera sericea
- Lindera supracostata
- Lindera triloba
- Lindera umbellata[2]

## Note
1. ↑  Zipcodezoo: Slægten Lindera (engelsk)
2. ↑  Germplasm Resources Information Network: Species Records of Lindera Arkiveret 26. oktober 2000 hos  Wayback Machine (engelsk)